# 아이 시 스타스
아이 시 스타스(I See Stars)는 미국의 전자 음악 밴드이다.